# Love On Top
«Love on Top» es una canción interpretada por la cantante estadounidense Beyoncé, e incluida en su cuarto álbum de estudio, 4. La inspiración de la cantante para escribir y componer «Love on Top» fue Etta James. La canción fue escrita por Beyoncé, Shea Taylor y Terius Nash mientras que fue producida por Beyoncé y Shea Taylor. La canción fue interpretada por la cantante en los premios VMA de 2011, donde al final de la canción anunció que estaba embarazada. Todo inspirado en la obra de la banda estadounidense, New Edition , el video musical de "Love on Top" muestra Knowles junto con cinco bailarines, realizando coreografías en un estudio ático en Nueva York con vistas al río Hudson hacia Nueva Jersey .

## Desarrollo y composición

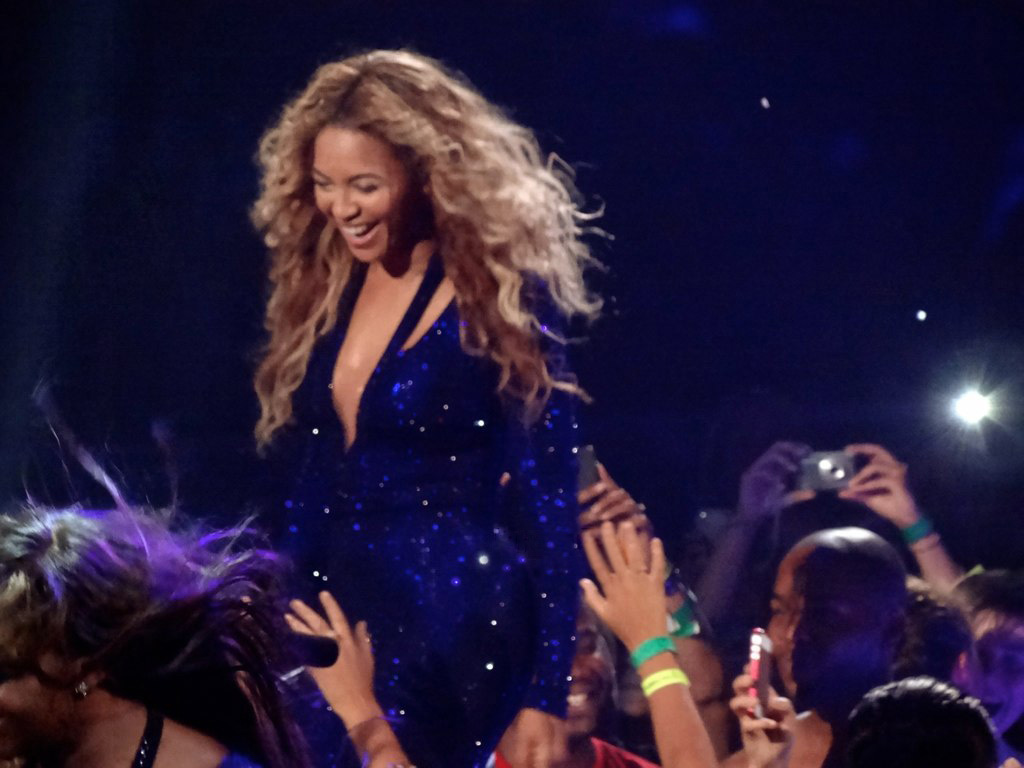
Beyonce interpretando “Love on Top” durante el The Mrs. Carter Show World Tour en 2013.

«Love On Top» fue la octava canción en ser elegida para el álbum 4. Sobre la inspiración para crear «Love On Top», Beyoncé dijo:

Cuando yo escuchaba a Etta James fue lo máximo que había aprendido acerca de mí misma hasta  la grabación de este álbum. Cuando entré en el estudio que utiliza la misma pasión, la honestidad, y el enfoque con mi voz que canaliza como Etta James. No suena como la voz de mis discos anteriores. Es una voz más cruda . Se trata de un lugar profundo.

Beyoncé.
«Love on Top» es una canción upTempo R&B considerada como versión nueva de la vieja escuela. También tiene elementos de música soul y la música pop y funk de la década de los ochenta.De acuerdo con la nota publicada en Music Notes.com por Emi music, «Love on Top» está escrita en la clave de Do mayor con un metrónomo de 94 latidos por minuto. El rango vocal de Beyoncé en la canción se extiende desde la nota baja de A ♭ 3 de la nota alta de C 6.«Love on Top» se establece tanto como «una canción de amor dulce y una expresión del poder femenino», como dice Georgette Cline de AOL Music. Genevieve Koski de The AV Club y Amidon David de PopMatters señaló que "Love on Top" tiene "letras de canciones maduras", junto a Beyoncé, quien suena vocalmente vertiginosa y agresiva mientras que retrataba el mensaje". Líricamente, la canción se encuentra Knowles como la protagonista femenina que expresa la felicidad que siente por tener a su interés amoroso en su vida.

## Recepción

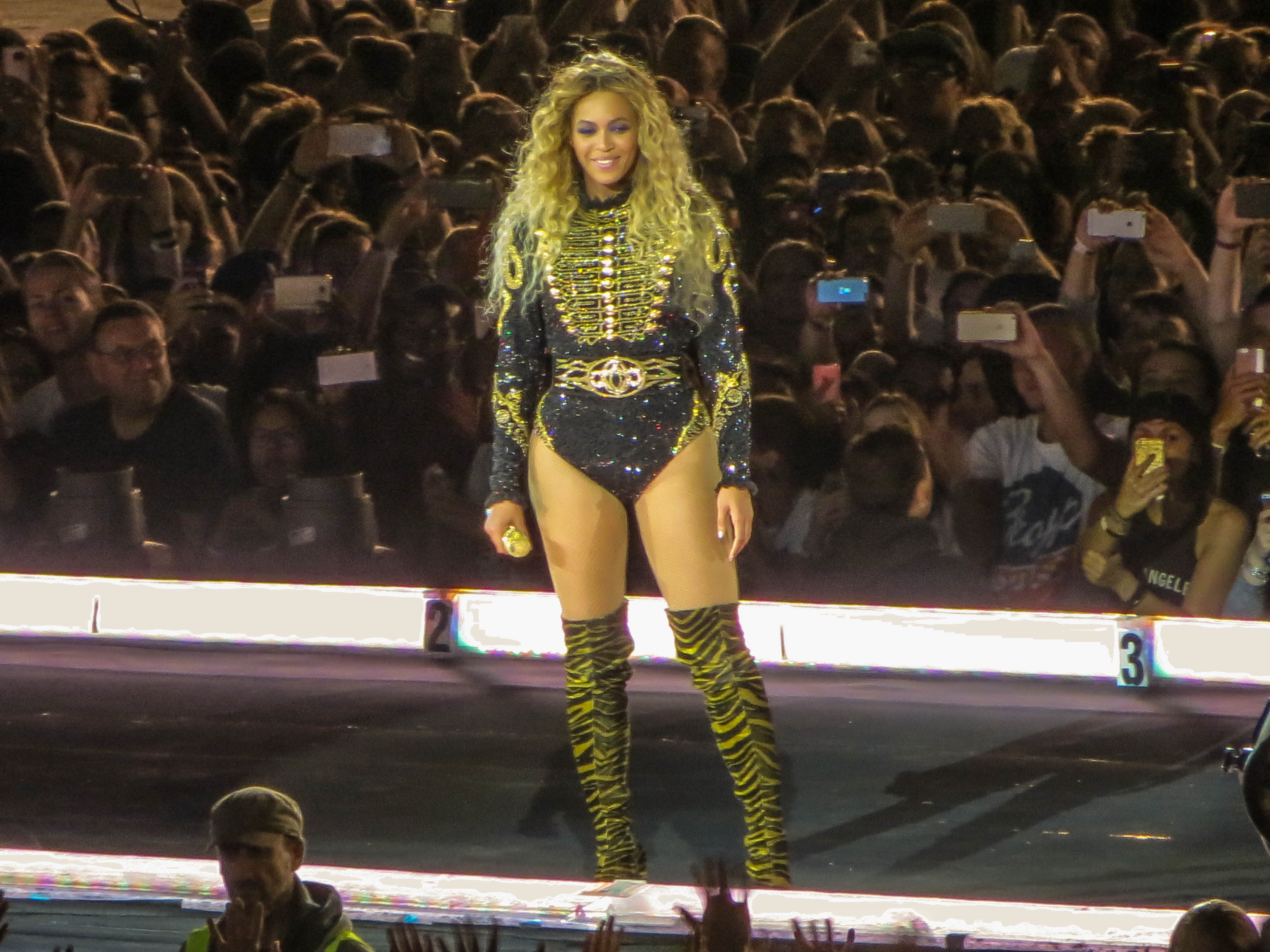
Beyonce interpretando “Love on Top” durante el The Formation World Tour en 2016.

### Crítica
Además de ser considerada como una de las canciones más desafiantes para una vocalista femenina, "Love on Top" fue aclamado por los críticos de música que han apreciado el intento de Knowles por recrear el ambiente de la década de los años 80 y compararon la canción a varios artistas de la época, entre ellos Stevie Wonder y Whitney Houston. Rica Juzwiak de The Village Voice felicitó a la canción como " más fácil bailar el boogie ambiente".Genevieve Koski de The AV Club visto "Love on Top" como una excepción en el álbum, calificándolo de "un gusano de primera escucha con su brisa, retro-soul estilo ". [ 16 ] Mateo Horton de la BBC bromeó sobre el clímax de la canción, diciendo que el álbum 4 "fue nombrado después de los cuatro principales cambios en el estribillo final, tambaleándose de 'Love on Top' la memoria RAM del punto de origen ". Greg Kot de El Chicago Tribune elogió la canción para poner un "rebote" en el paso de Knowles. Del mismo modo, Matthew Perpetua de la revista Rolling Stone nombró "Love on Top" una explosión como Knowles crea una versión moderna de la vieja escuela de Whitney Houston .Hamish MacBain de NME a favor de la canción up-tempo de estilo, diciendo que era muy necesario después de la "balada heavy" primera mitad del álbum. Al declarar que "Love on Top" es una reminiscencia de 1980, R & B, Erika Ramírez, de Billboard revista felicitó a la canción como "canción de amor Halcyon, ideal para ser transportado a". Spence D. de IGN comentó Knowles "disposición alegre" y los "cuernos temerario" recordará a los oyentes de "muy bueno" a mediados de 1980 R & B puede ser. Aunque incluye la canción como un "debe oír", del álbum, Andy Gill, de The Independent llamado "Love on Top" como " una nota al pie pequeño genio innovador de Stevie Wonder ".

### Comercial
Previo a ser lanzada como sencillo, «Love on top» ingresó al ranking coreano Gaon Chart, donde alcanzó la posición 3 y se mantuvo allí por tres semanas consecutivas, gracias a que en esas semanas registró 89,942;52,462 y 42,261; respectivamente. Permaneció 5 semanas en el top 10. 
Después de la actuación en los VMA 2011, la canción alcanzó la posición 5 en ITunes Estados Unidos.  En la semana que terminó el 10 de septiembre de 2011, la canción debutó en la posición 135 del ranking de Billboard Digital songs, y posteriormente, la hizo debutar en la posición 22 del ranking Bubbling Under Hot 100 (nº 122 del Hot 100). La semana siguiente, la canción saltó desde la posición 135 hasta la posición 10 en el Digital songs, por lo que la canción debutó en la posición 20 del Billboard Hot 100, siendo esa su mejor posición.
En Australia, la canción alcanzó la posición 20, donde fue certificada de platino por sus altas ventas.

## Video musical
El video presenta a Beyoncé en un ático con un respaldo de bailarines detrás de ella. Al principio, cuando empieza a sonar la canción,ella está vestida de forma informal, con una malla negra y una gorra,empieza a cantar y a bailar, en la segunda estrofa, la ropa de Beyoncé cambia a una formal,la cual es un vestido negro de gala, en el puente de la canción Beyoncé aparece con una chaqueta dorada y un pantalón negro. Al final del video, se la escucha a ella gritar corte, Beyoncé se va y los bailarines se felicitan entre sí.

## Rankings musicales

### Semanales
| Ranking (2011)                          | Mejor posición |
| --------------------------------------- | -------------- |
| Australian Singles Chart                | 20             |
| Australian Urban Singles Chart          | 4              |
| Belgian Tip Chart (Flanders)            | 27             |
| Belgian Tip Chart (Wallonia)            | 33             |
| Canadian Hot 100                        | 65             |
| Dutch Tip Parade                        | 25             |
| Irish Singles Chart                     | 47             |
| Italian Singles Chart                   | 22             |
| Japan Hot 100                           | 85             |
| New Zealand Singles Chart               | 14             |
| Slovak Airplay Chart                    | 72             |
| South Korea International Singles Chart | 3              |
| UK Singles Chart                        | 28             |
| UK R&B Chart                            | 7              |
| US Billboard Hot 100                    | 20             |
| US Hot R&B/Hip-Hop Songs                | 1              |

### Certificaciones
| País      | Certificación |
| --------- | ------------- |
| Australia | Platino       |

## Créditos
- Beyoncé: Vocalista, productora, escritora
- Shea Taylor: productor, escritor, saxofón
- Alex Asher: trombón
- Nikki Gallepsi: tambores
- John Hanes: ingeniería y mezcla
- Cole Kamen-Green: trompeta
- Terius "The-Dream" Nash: compositor
- Pat Thrall: guitarra
- Jordania "DJ giratoria" Young: Grabadora

## Historial de lanzamiento
| País        | Fecha                    | Formato                        |
| ----------- | ------------------------ | ------------------------------ |
| Australia   | 12 de septiembre de 2011 | Radio de éxitos contemporáneos |
| Italia      | 28 de octubre de 2011    | Radio de éxitos contemporáneos |
| Reino Unido | 9 de noviembre de 2011   | radio                          |
| Reino Unido | 10 de noviembre de 2011  | Radio Urbana                   |
| Reino Unido | 12 de diciembre de 2011  | descarga digital               |